# Rector magnificus

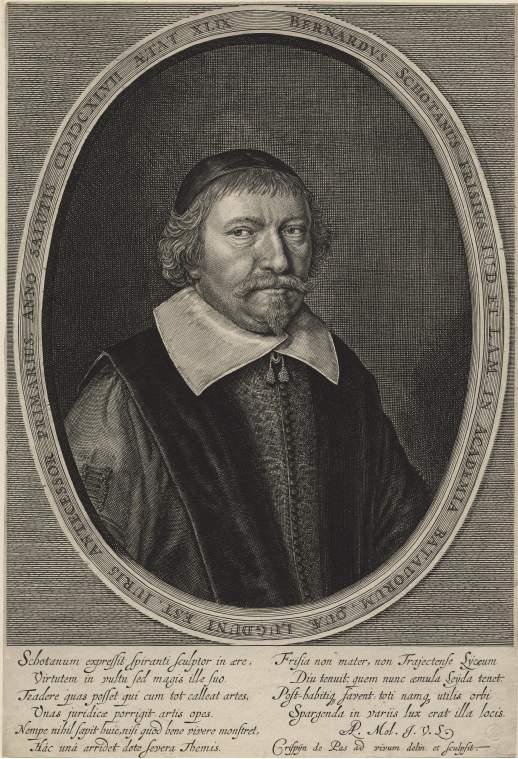
Bernardus Schotanus, de eerste rector magnificus van de Universiteit Utrecht (1635-1641).

Rector magnificus (mv.: rectores magnifici) of rector (soms in vrouwelijke vorm: rectrix magnifica, mv.: rectrices magnificae), is de titel van de hoogleraar-directeur van een universiteit, lid van het college van bestuur. Hij of zij wordt meestal verkozen (in België) of geselecteerd (in Nederland) omdat hij of zij een geacht lid van het hoogleraarscorps is en de functie graag wil vervullen. De rector vervult voornamelijk bestuurlijke taken aangezien voor wetenschappelijk onderzoek en doceren meestal niet veel tijd overblijft. Hij of zij is de 'ambassadeur' van de universiteit naar buiten toe.

## België

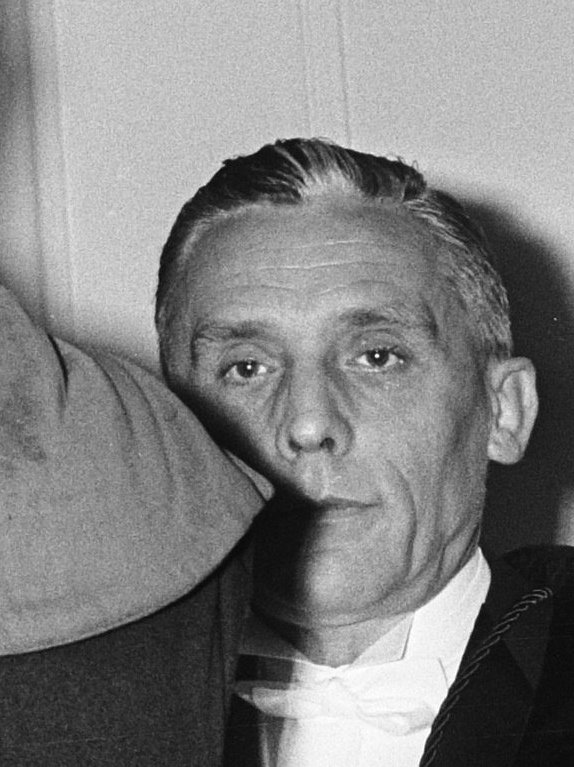
Pieter De Somer, eerste rector van de zelfstandige Nederlandstalige Katholieke Universiteit Leuven

Aan de Rijksuniversiteit Leuven werd de benaming 'rector magnificus' gebruikt. Ook aan de Katholieke Universiteit Leuven werd dezelfde benaming 'rector magnificus' gebruikt onder het ancien régime, hoewel soms ook gewoon 'rector' werd gezegd. Na de stichting in Mechelen van de Katholieke Universiteit van België van 1834 werd steeds een prelaat aan het hoofd van de universiteit geplaatst en die werd steeds rector magnificus genoemd. De laatste 'rector magnificus' van de Katholieke Universiteit Leuven was mgr. Albert Descamps (1962-1968).
De eerste 'rector' (zonder 'magnificus') van de uitsluitend Nederlandstalige Katholieke Universiteit Leuven was Pieter De Somer (1968-1985). Zijn collega, mgr. Edouard Massaux, (1920-2008) hoewel prelaat, werd ook gewoon 'rector' van de Université catholique de Louvain, net zoals zijn opvolgers. De titel is nu volledig in onbruik in België. Hij is nooit in gebruik geweest in de rijksuniversiteiten en evenmin in katholieke universitaire faculteiten (zoals de Universitaire Faculteiten Sint-Ignatius in Antwerpen en de Facultés universitaires Notre-Dame-de-la-Paix), ook niet toen ze de status van volwaardige universiteit verwierven.
In België zijn de stemgerechtigden bij de verkiezing van een rector talrijker geworden (professoren, wetenschappelijk personeel, administratief personeel, vertegenwoordigers van de studenten).

## Nederland

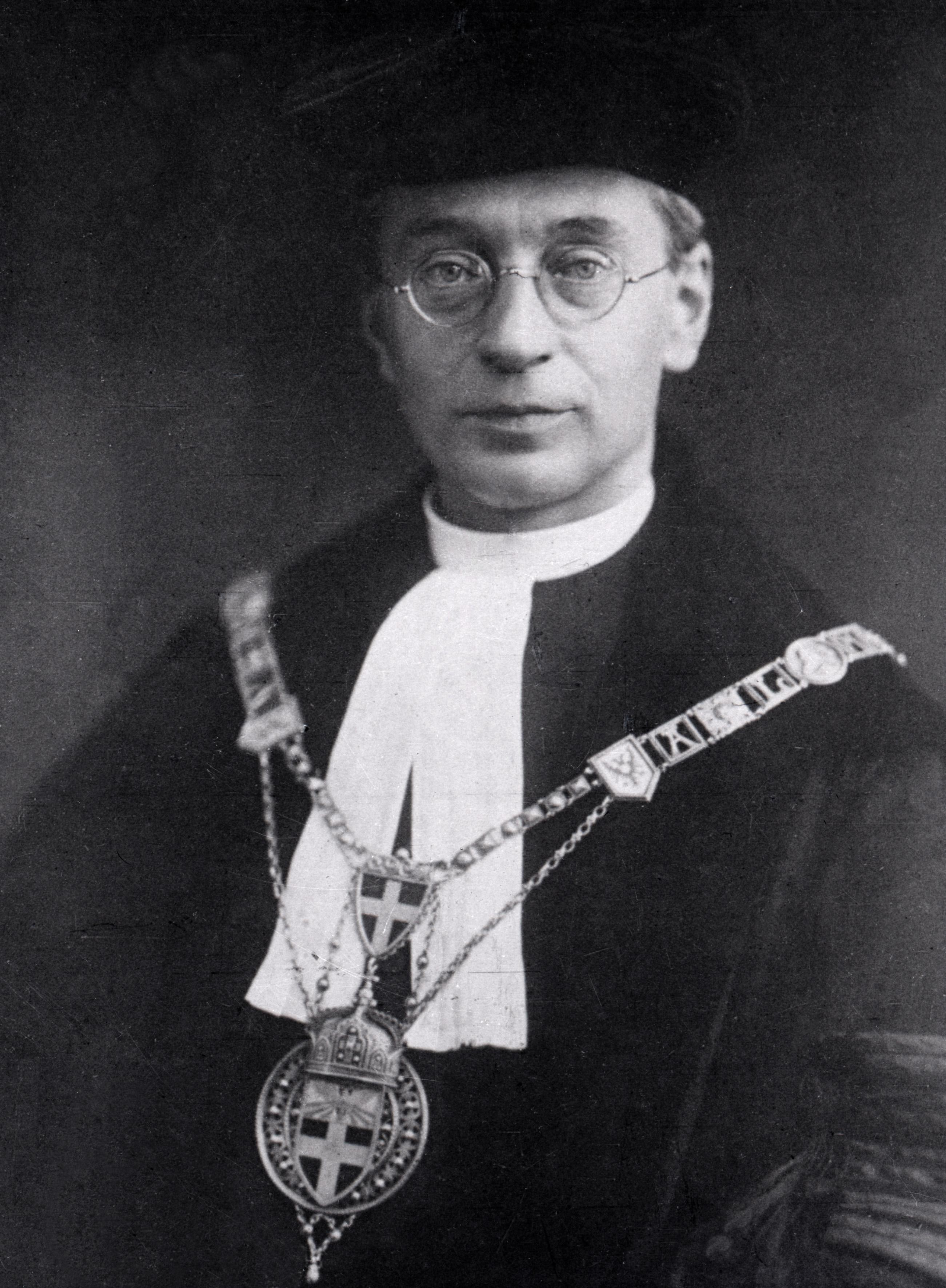
Titus Brandsma met Nijmeegse rectorsketen

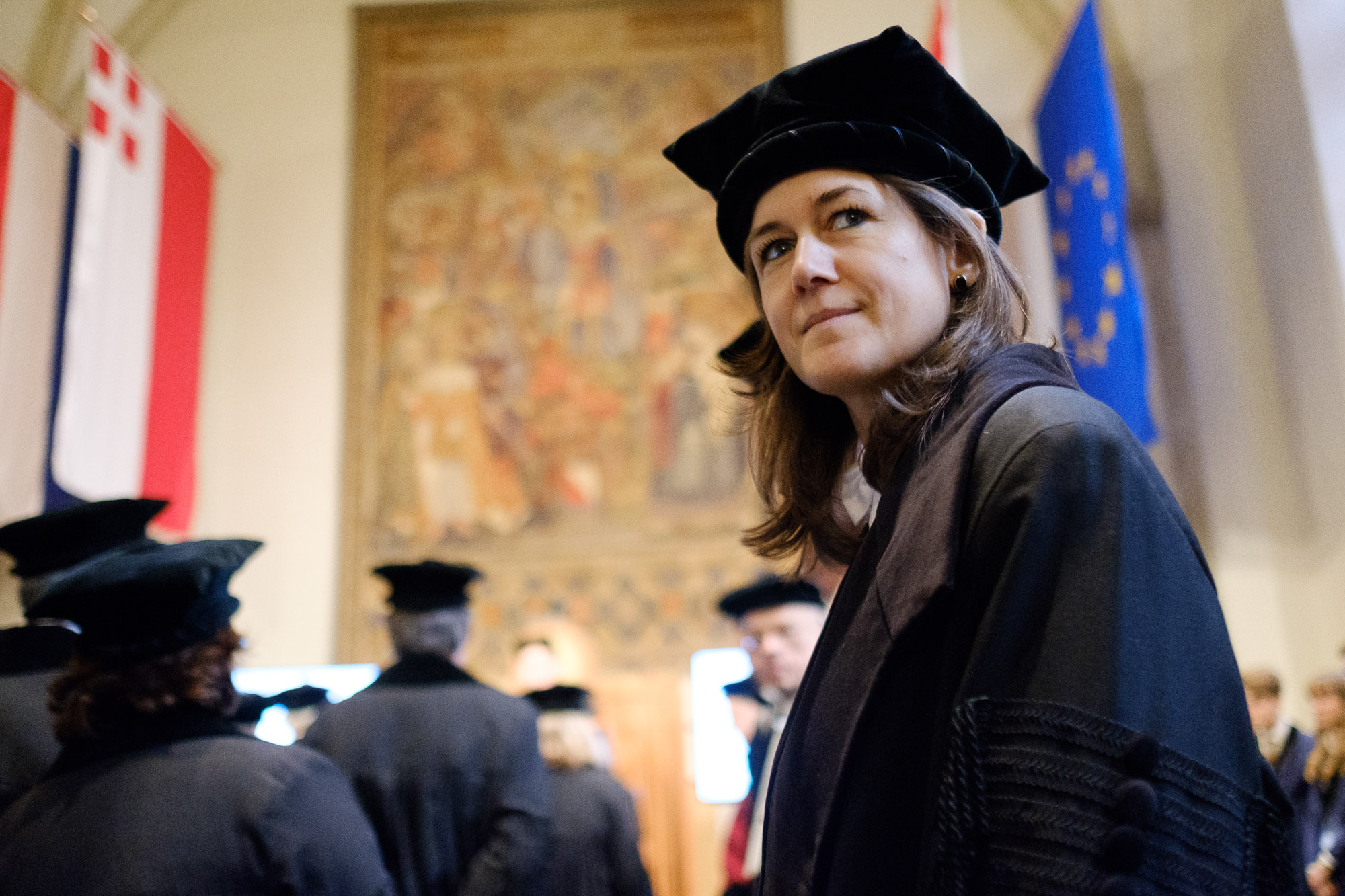
Oratie hoogleraar Annelien Bredenoord

De rector magnificus wordt in Nederland sinds 1997 benoemd door de raad van toezicht. Promoties aan een universiteit vinden formeel op gezag van de rector magnificus plaats; oraties ter aanvaarding van leerstoelen worden in Nederland ook gericht aan de rector magnificus. De benaming rector magnificus blijft in Nederland bij universiteiten in gebruik, en een enkele hogeschool heeft haar in 2010 ingevoerd. De eerste Nederlandse rector magnificus was Peter Tiara, die met een jaar onderbreking tussen 1575 en 1579 rector magnificus was van de Leidse universiteit. Tot ca. 1970 was aan Nederlandse universiteiten de rector magnificus vaak de primus inter pares; het rectoraat was een taak die voor een periode van een jaar werd vervuld door een van de hoogleraren. Daarna werd het meerjarig rectoraat ingevoerd. Onder Nederlandse rectores magnifici zijn Nobelprijswinnaars als Hendrik Lorentz, Frits Zernike, Heike Kamerlingh Onnes en Willem Einthoven te vinden. 
Sinds 1898 komen de Nederlandse rectores magnifici bijeen in het Rectoren College. Het Rectoren College vormt daarmee een informele overlegstructuur tussen de Nederlandse universiteiten.

## Noot
1. ↑  e. g. Annales Academiae Lovaniensis,1826 : "F. J. Dumbeck , in annum proximum Rector Magnificus Academiae designatus est".
2. ↑  NHTV, een hogeschool in Breda.